# Anthophora montana
A. montana là một loài Hymenoptera trong họ Apidae. Loài này được Cresson mô tả khoa học năm 1869.

## Hình ảnh

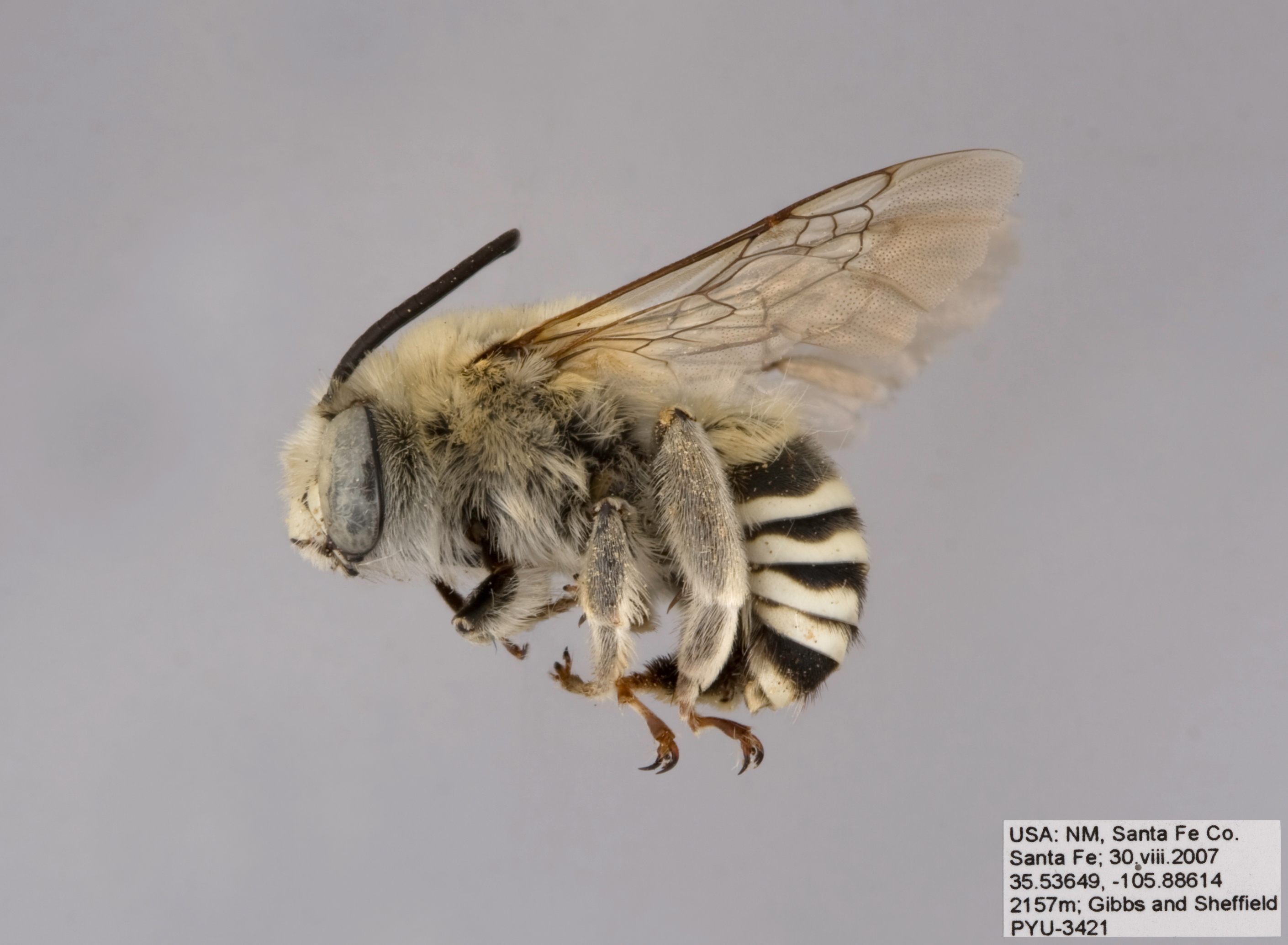
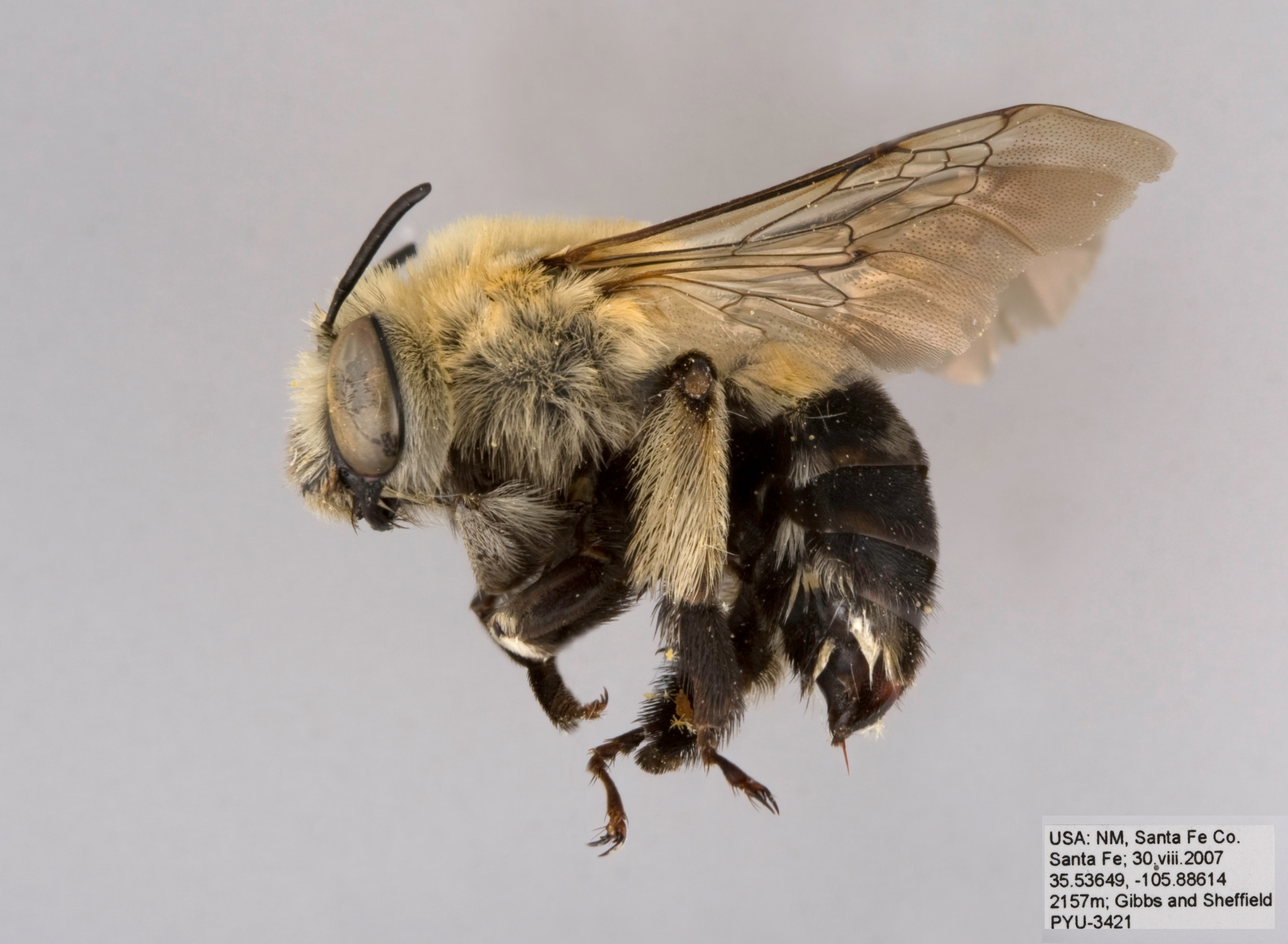
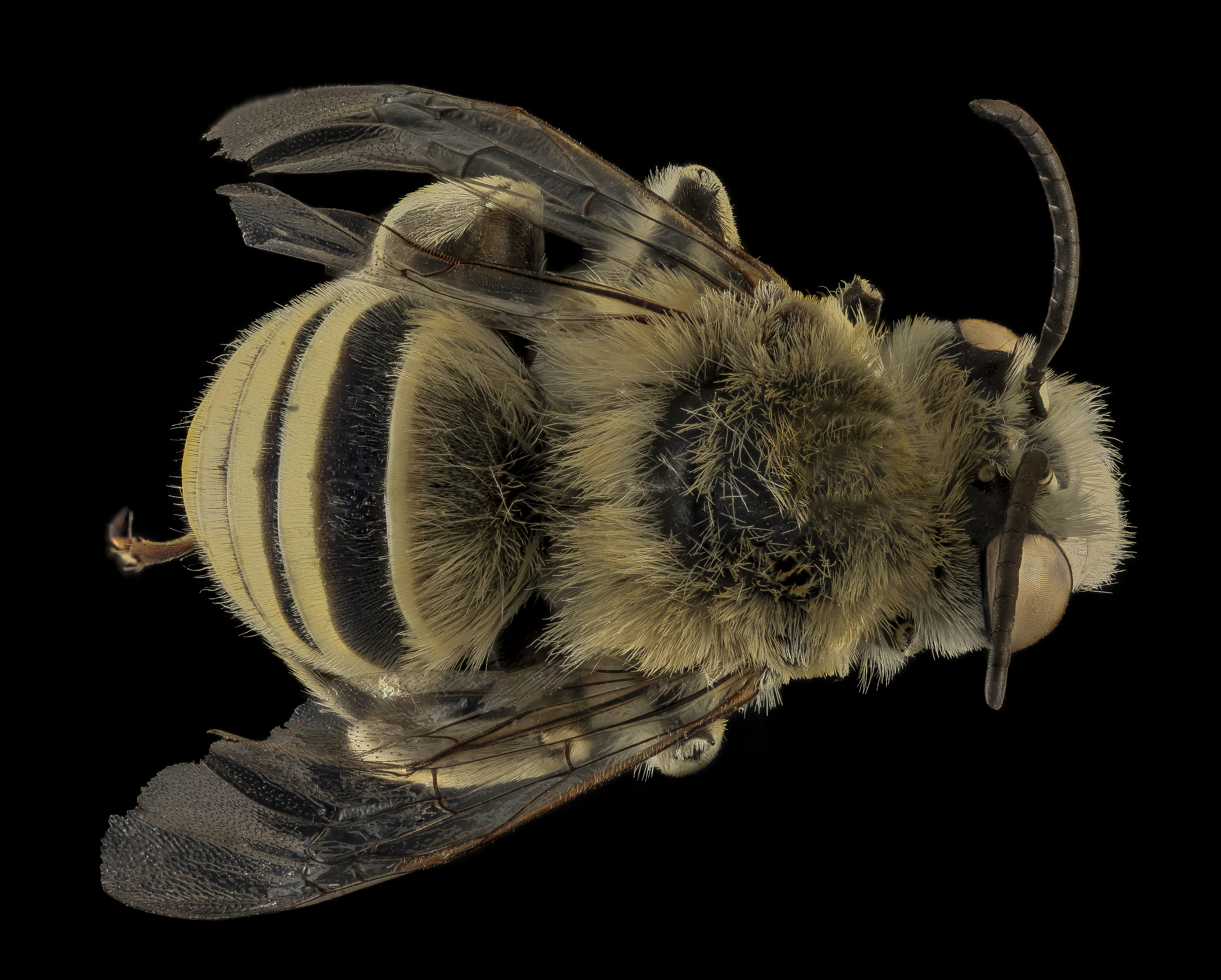
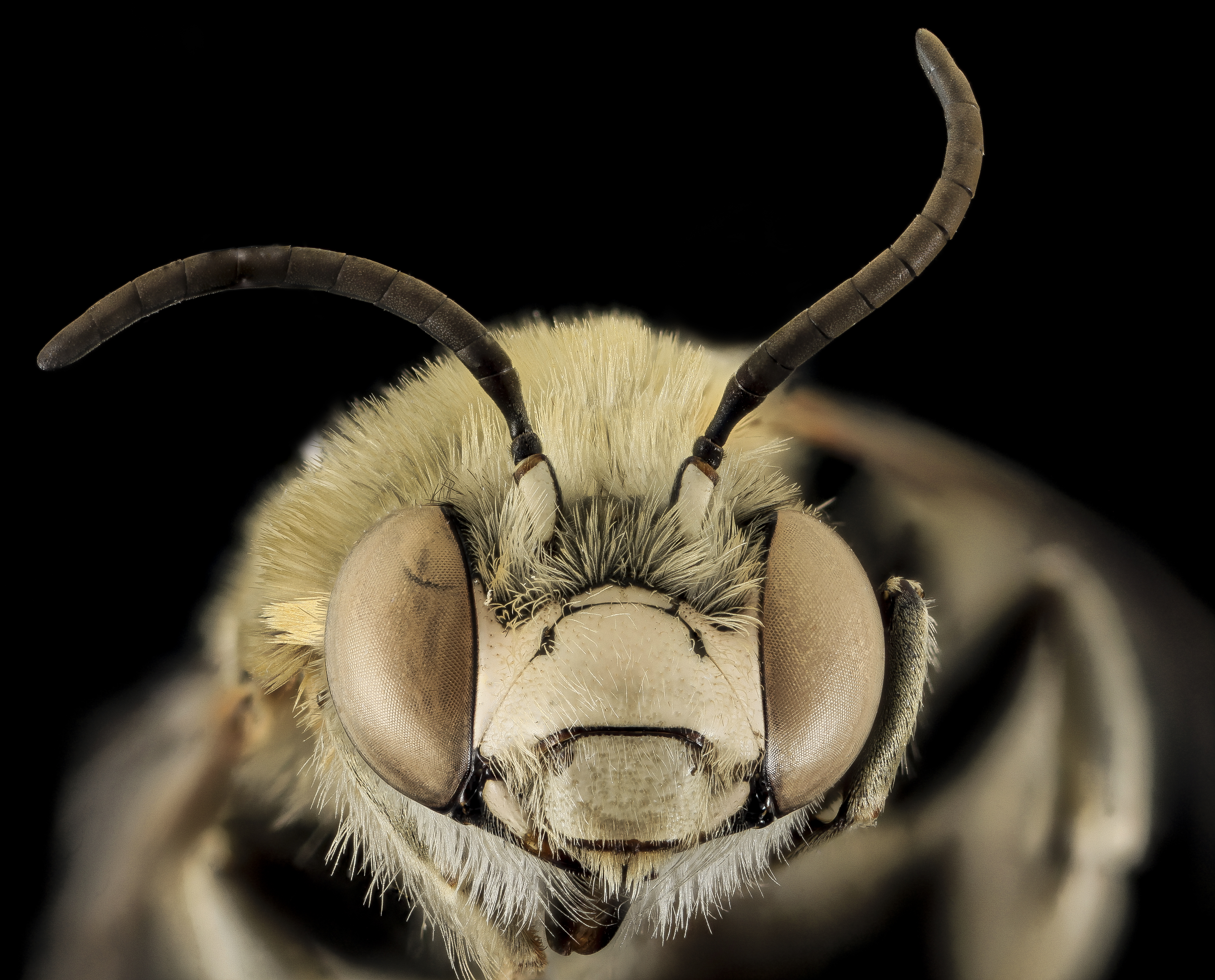